# Centaurea phalacrica
Centaurea phalacrica — вид рослин роду волошка (Centaurea), з родини айстрових (Asteraceae).

## Середовище проживання
Трапляється на прибережних метаморфічних породах поблизу Мессіни (північний схід Сицилії, Італія).